# Balistyt
Balistyt – proch bezdymny wyprodukowany z użyciem trudno lotnego rozpuszczalnika, opracowany przez Alfreda Nobla w 1887 i opatentowany w 1889. 
Do produkcji balistytu używa się nitrocelulozy o ograniczonej zawartości azotu (ok. 12%). Balistyt składa się w 49% z nitrogliceryny, 49% nitrocelulozy i 2% difenyloaminy jako stabilizatora.  Nitrocelulozę żeluje się nitrogliceryną, otrzymując w ten sposób balistyt nitroglicerynowy, lub dinitroglikolem, otrzymując balistyt nitroglikolowy. Balistyt wykorzystywany jest jako proch artyleryjski, a także jako stałe paliwo rakietowe.